# Joey Gamache
Joey Gamache (* 20. Mai 1966 in Lewiston, Maine, USA) ist ein ehemaliger US-amerikanischer Boxer. Er wurde sowohl von Tony Lampron als auch von Teddy Atlas trainiert. Am 28. Juni 1991 gewann er den vakanten WBA-Weltmeistertitel im Superfedergewicht, verlor ihn allerdings noch im selben Jahr. Am 13. Juni im Jahre 1992 eroberte er zudem den vakanten Weltmeistergürtel der WBA im Leichtgewicht, welchen er bis 24. Oktober desselben Jahres hielt.